# Hieronima
A Hieronima a Hieronymus, magyarul Jeromos név női párja.

## Rokon nevek
- Jeronima:[1] szintén a Jeromos név női párja.[3]

## Gyakorisága
Az 1990-es években a Hieronima és Jeronima szórványos név, a 2000-es években nem szerepelnek a 100 leggyakoribb női név között.

## Névnapok
Hieronima, Jeronima: szeptember 30.,